# Annika Östberg
Annika Maria Östberg Deasy (født 1954 i Stockholm) er en svensk-amerikansk kvinde, som er fængslet i 25 år til livstid) for dobbeltmord (first degree murder) på en restaurantgæst og en politimand i 1981. Efter 28 år i fængsel i Californien i USA blev hun den 8. april 2009 overført til Sverige og indsat i kvindefængslet Hinseberg.

## Biografi

### Liv i frihed
Annika Östberg voksede op i Hässelby og flyttede som 11-årig med sin mor til Californien efter at moren giftede sig med en amerikaner, Braxton Pollard III. Hun blev hun dog hurtigt smidt ud af sin mor og stedfar, som syntes at hun var i vejen. Derefter blev hun passet af mores slægtninge, til at hun som 12-årig blev dømt til ungdomsfængsel.
Da hun var tretten løb hun væk til San Francisco, hvor hun forsørgede sig som stripper og luder. Hun mødte her Greene Johnston og begyndte at bruge heroin. I 1969, da hun var 15 år, fødte hun Johnstons barn. Sønnen døde i en bilulykke i 1985. Hun forlod Johnston og flyttede sammen med "Chris". Östberg forsørgede sig nu med alfonseri og narkotikahandel. Efter en afsonet fængselsstraf for drab giftede Östberg sig med lastbilschauffør Brian Deasy og hendes narkoafhængighed mindskede. Men efter ægteskabet blev opløst vendte hun tilbage til sit tidligere liv med hårde stoffer.

### Lovovertrædelser

#### Tyveri og narkotikaovertrædelser
Den 3. april 1973 blev Annika Östberg idømt tre dages fængsel og en 18 måneders betinget fængsel for tyveri.
Den 26. maj 1973 blev hun idømt tre års betinget fængsel for overtrædelse af narkotikalovgivningen.
Den 18. februar 1976 blev hun idømt en dags fængsel, et års betinget fængsel og en bøde på $65 for salg af alkohol til mindreårige.

#### Drab
I 1972 blev en mand knivdræbt i hendes lejlighed. Östberg erkendte sig skyldig to år senere efter at have meldt sig til myndighederne. Hun blev for idømt en betinget dom på fem år for drab. Östberg hævder at hun har erkendt sig i skyldig i et mord begået af sin daværende kæreste. Tilståelsen blev da også betvivlet af en efterforsker.

#### Dobbeltmord
Den 30. april 1981 blev den pensionist Joe Torre dræbt i en restaurant i Stockton i Californien. Ifølge Östbergs forklaring havde hun og hendes kæreste Bob Cox aftalt at mødes med Torre for at sælge stjålet kød, men da de ikke havde tilstrækkeligt at sælge, var planen at bestjæle Torre, da de desperat behøvede penge. Mens Annika Östberg distraherede Torre tog Cox en pistol, og efter en uventet bevægelse blev Torre skudt af Cox. Parret stjal hans tegnebog, købte heroin og bestemte sig for at flygte ud af landet. Östberg ville dog først se sin søn, så dagen efter kørte de mod Clearlake i Lake County.
I Lake County for de vild og punkterede på Highway 29. Efter et skænderi gik Östberg ind i buskadset ved siden af vejen. Da stoppede den 34-årige politimand Richard Helbush for at hjælpe med dækket. Da Östberg vendte tilbage til bilen bad Cox hende fremvise sit kørekort, som de begge vidste, hun ikke havde. Mens Östberg ledte i sin håndtaske skød Cox Helbush i ryggen og i baghovedet. Östberg sagde til Cox at han skulle stjæle politimandens tegnebog og gemme hans lig i en grøft, hvad han gjorde. Derefter flygtede de i politibilen.
Da Helbush ikke rapporterede tilbage, fandt politiet snart hans lig. Efter en kort biljagt endte den stjålne bil i en grøft, og en kort skudveksling udbrød. Under skududvekslingen hjalp Östberg til med at lade våbnet. Cox blev såret af flere skud og gav op. Östberg og Cox blev fanget og ført til politistationen. Östberg sagde i forhøret at hun holder sig selv ansvarlig for drabene.
I politiforhøret efter mordene hævdede Cox, at det var Östberg som havde skudt de dræbte. Politiets efterforskning fandt det dog mest sandsynligt, at det var Cox selv, der havde affyret de dødbringende skud.
Cox hængte sig selv i varetægtsfængslet før retssagen, i hvilken Annika Östberg blev idømt fængsel i ”25 år til livstid”. Hun erkendte sig skyldig i begge mord i en aftale med anklagemyndigheden for at undgå dødsstraf. I biografien Sorgfågel af journalist Lena Katarina Swanberg skildrer Annika Östberg sig selv som en person som temmelig viljeløst har fulgt med de mænd hun har haft forhold til, og som havde forsynet hende med narkotika. Dette står i kontrast til anklagerens påstand, hvor det fremgår, at det i virkeligheden handlede om "et samspil hvor kæresten ikke var andet end Annikas marionet".

### Fængsel
Slægtninge til mordofrene gjorde sig store anstrengelser for at Östberg hverken blev benådet eller fik støtte af Californiens guvernør Arnold Schwarzenegger. Prøveløsladelsesmyndigheden, Board of prison terms, anså at Östberg ikke var egnet til prøveløsladelse, da hun havde handlet med koldt overlæg og ikke havde angret. Den gav desuden udtryk for en del kritik af svenske medier, som den mente gav et for ensidigt billede af sagen.
I Sverige har der derimod været ført kampagner for at få sat en tidsbegrænsning på hendes straf og for at få hende overført til afsoning i Sverige. Den 18 september 2008 blev en begæring om omvurdering af sagen endnu en gang afslået. Det blev besluttet, at Östberg tidligst kunne forsøge at blive overflyttet til et svensk fængsel i 2010. Sagen kom dog på bordet igen i forbindelse med den svenske statsminister Fredrik Reinfeldt besøg hos guvernør Arnold Schwarzenegger den 16. maj 2007.
Den 6. april 2009 blev det kendt, at Annika Östberg havde forladt fængslet i Californien for at blive overflyttet til Sverige. Overførslen fandt sted den 8. april samme år, og Östberg fløj til Örebro flygplats og blev indsat i kvindefængslet Hinseberg nordøst for Örebro. Antagelig skete overførslen pga. Californiens dårlige økonomi, at hun derved var del i en californisk sparepakke ved at løslade over 50.000 fanger. Hun skulle derved være en af de første, der forlod fængslet af den grund.